# José Herrera Rodríguez
José Manuel Herrera Rodríguez (28 de agosto de 1994, Tijuana, Baja California, México) es un futbolista mexicano, juega como mediocampista y actualmente se encuentra sin equipo.

## Estadísticas
| Dorados de Sinaloa · México                             | 2ª            | C-2014        | 4  | 0 | - | - | - | - | 4  | 0 |
| Dorados de Sinaloa · México                             | 2ª            | A-2014        | 6  | 0 | - | - | - | - | 6  | 0 |
| Dorados de Sinaloa · México                             | Total club    | Total club    | 10 | 0 | - | - | - | - | 10 | 0 |
| C. Tijuana · México                                     | 1ª            | 2015          | 0  | 0 | 3 | 0 | - | - | 3  | 0 |
| C. Tijuana · México                                     | 1ª            | 2016          | 0  | 0 | 1 | 0 | - | - | 1  | 0 |
| C. Tijuana · México                                     | Total club    | Total club    | 0  | 0 | 4 | 0 | - | - | 4  | 0 |
| C. Tijuana Premier · México                             | 3ª            | 2015-16       | 28 | 1 | - | - | - | - | 28 | 1 |
| C. Tijuana Premier · México                             | 3ª            | 2016-17       | 21 | 7 | - | - | - | - | 21 | 7 |
| C. Tijuana Premier · México                             | Total club    | Total club    | 49 | 8 | - | - | - | - | 49 | 8 |
| Cuervos de Ensenada · México                            | 3ª            | 2017          | 5  | 1 | - | - | - | - | 5  | 1 |
| Cuervos de Ensenada · México                            | Total club    | Total club    | 5  | 1 | - | - | - | - | 5  | 1 |
| Atl. Reynosa · México                                   | 3ª            | 2018          | 10 | 0 | - | - | - | - | 10 | 0 |
| Atl. Reynosa · México                                   | Total club    | Total club    | 10 | 0 | - | - | - | - | 10 | 0 |
| Total carrera                                           | Total carrera | Total carrera | 74 | 9 | 4 | 0 | 0 | 0 | 78 | 9 |
| (1)Incluye datos de la Copa México. (2)Incluye datos de |               |               |    |   |   |   |   |   |    |   |